# Soultzbach-les-Bains
Soultzbach-les-Bains (German: Bad Sulzbach) là một xã ở tỉnh Haut-Rhin trong vùng Grand Est ở đông bắc Pháp. Xã này có diện tích 7,06 km², dân số năm 1999 là 651 người. Khu vực này có độ cao 340 mét trên mực nước biển.